# Emprunt russe

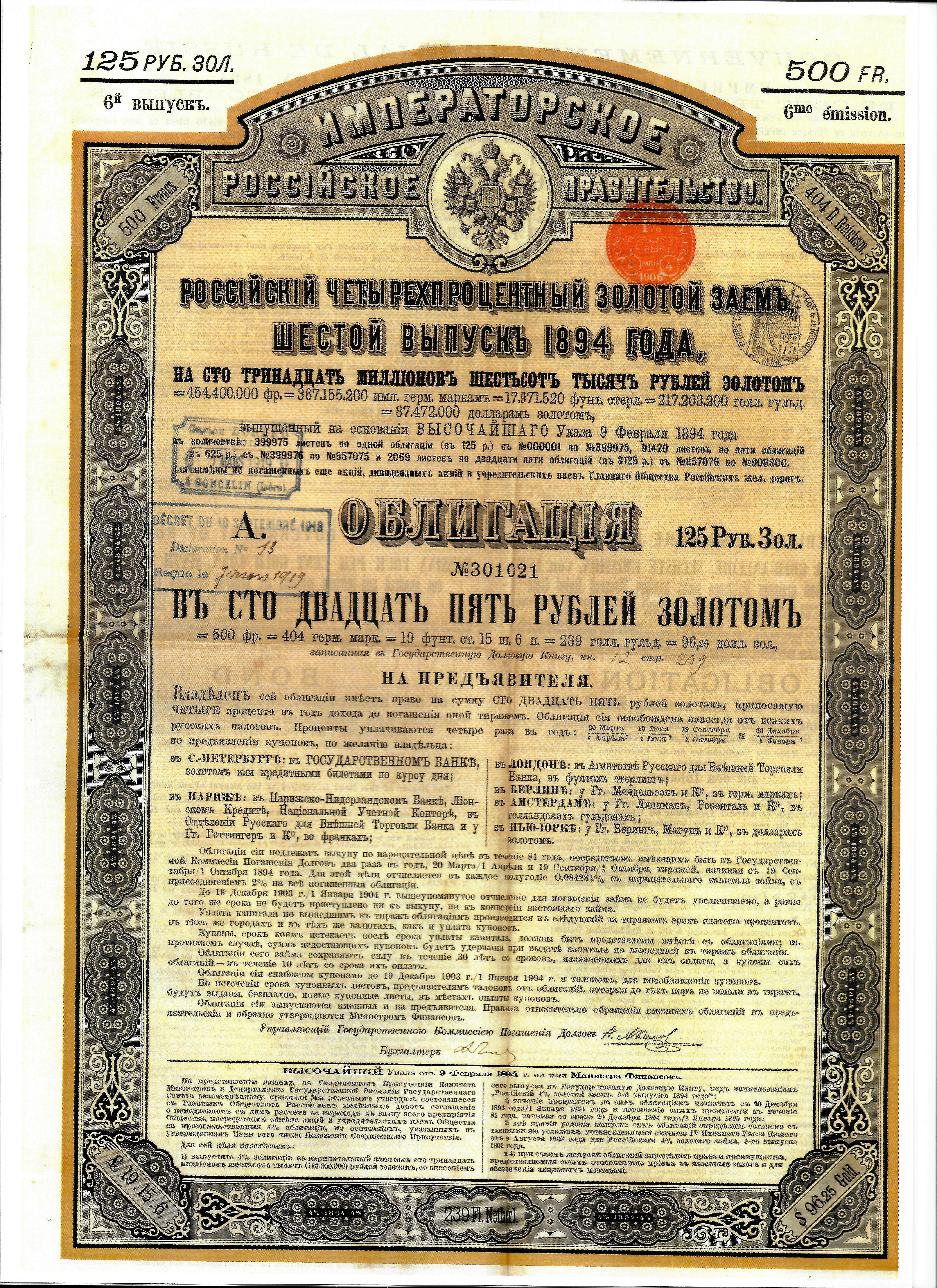
Obligation de 125 roubles or, emprunt de 1894, 6e émission

Les emprunts russes sont une série d'emprunts lancés sur les marchés financiers occidentaux au profit de l'Empire russe durant tout le XIXe siècle et jusqu'en 1916. Les plus grosses tranches sont émises sur la place de Paris de 1888 à 1914. L'expression est passée dans le langage courant en raison de l'importance des sommes empruntées et le fait que le gouvernement bolchevik a dénoncé ces emprunts dès le 29 décembre 1917, peu après son arrivée au pouvoir, en octobre 1917 . 
Parmi les tranches d'émissions d'emprunts russes les plus importantes, celle de juin 1906 est d'ampleur internationale, lancée simultanément sur plusieurs places financières, et destinée à rétablir les finances affaiblies de l'Empire russe après la guerre russo-japonaise, soit 2,25 milliards de francs-or, l'un des plus gros montants de l'histoire financière, couverts pour moitié par l'actionnariat français.
À la fin du XXe siècle, l’État russe indique avoir « réglé la question des emprunts russes » par plusieurs séries d'accords, d'abord en 1986 avec le Royaume-Uni, puis avec la France, en 1997. Mais le président de la République française, Nicolas Sarkozy, ainsi que son ministre des Finances, déclarent de leur côté : « L'accord franco-russe signé le 27 mai 1997 a eu pour effet la renonciation mutuelle des réclamations respectives des gouvernements français et russe. Néanmoins, il n'a pas pour autant éteint les droits de créance des ressortissants français sur le gouvernement russe. La situation n'est donc pas figée ».

## Avant 1917

### Un climat défavorable
La Russie emprunteuse suscite dès 1816 des inquiétudes ; à cette époque, ce pays est considéré comme très peu solvable par les différentes autorités de marché : ainsi, à Amsterdam, même lorsque Hope et la Barings garantissent 25 millions de florins destinés à Saint-Pétersbourg dans le cadre des règlements de compensation après le traité de Vienne, l'on s'émeut sur les capacités de remboursement du pair. Celui de 1822, émis directement par l'Empire russe, souscrit de nouveau sur Amsterdam mais aussi sur Paris, n'a pas meilleure presse et ne doit sa survie qu'à l'offre de rachat proposée par Rothschild Frères. Celui de janvier 1850 trouve placement seulement à Londres. On pourrait ainsi multiplier les exemples négatifs, et il faut attendre celui de janvier 1870 d'un montant de 302 millions de francs-or placé par la maison Rothschild sur l'ensemble des places boursières pour connaître le premier véritable engouement pour ce genre de titre souverain.

### Une campagne de placement forcée par le jeu politique

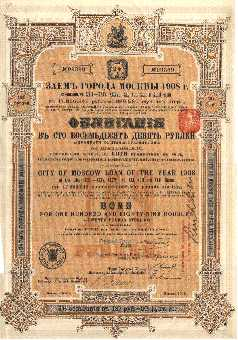
Emprunt russe de 200 roubles, émission de 1908.

Après la défaite militaire de 1870 contre l'Allemagne, la France recherche, en plus de la Grande-Bretagne, l'alliance avec la Russie. Mais c'est auprès des États-Unis que la Russie trouve des sources de financement, d'abord avec la vente de l'Alaska en 1867, puis avec un emprunt émis en septembre 1878, car en janvier 1876, les emprunts russes subissent le contre-coup d'une insurrection bosniaque, qui se conjugue avec un conflit militaire avec l'Empire ottoman, ce qui inquiète les investisseurs européens. En un mois, l'emprunt public français de référence perd quatre points, l'italien six points et le russe dix points. Mais sous les cartes, c'est la question de l'usage de cet argent qui pose un problème à l'opinion internationale et donc aux politiques : vers 1850, l'on s'inquiète que cet afflux de liquidités ne servent qu'exclusivement à financer les guerres de conquêtes impériales ; un renversement se produit, par exemple sous la plume d'un Proudhon, l'idée que cet argent soit utilisé pour réformer structurellement le pays, et donc, serve, en fin de compte, de moyen de pression. Cette idée va gagner les élites de la Troisième République qui cherchent à faire de la Russie un puissant allié.
En janvier 1886, la Russie accuse une dette cumulée de 18,28 milliards de francs-or contre 6 milliards en 1866 et 1,5 milliard en 1822. Comparativement, elle est le pays le plus endetté d'Europe et le seul dont le budget soit voté hors un parlement élu. Les emprunts d'État émis entre 1866 et 1884 prévoyaient d'être amortis en 1925-1926. En 1897, en réformant le rouble, le gouvernement russe réussit à réduire sa dette nominale de 33 %, en faisant passer le cours officiel de sa monnaie de 4 à 2,667 francs.
Des emprunts d'État, des emprunts de collectivités et des emprunts liés aux compagnies de chemins de fer russes sont lancés. Le premier qui fait date pour la France est émis le 10 décembre 1888 au montant de 500 millions de francs à 4 % par le tsar Alexandre III, il remporte sur Paris dès le 11 décembre un gros succès. Il finance la construction de dizaines de milliers de kilomètres de lignes de chemin de fer, comme le Transsibérien, le développement de nouvelles industries (chimie) et de plus anciennes (mines). Des entreprises françaises renommées investissent en Russie. Pendant trente ans, le gouvernement français encourage les épargnants français à investir les titres russes, soit un montant d’environ 15 milliards de francs-or. De 1887 à 1913, l'exportation nette de capitaux vers la Russie correspond à 3,5 % du PNB de la France.
Les médias prennent le relais des officiels par voie d'affiches, dans les journaux français (« Prêter à la Russie, c’est prêter à la France ! »), par l'édition d'ouvrages, de cartes postales, d'objets célébrant l'amitié franco-russe, des commissions importantes sont versées aux journaux et aux banques (le Crédit lyonnais réalise 30 % de ses profits avant 1914 grâce aux emprunts russes). Entretemps, la France s'allie avec la Russie de façon officielle en 1892. Les obligations sont fortement ébranlées au printemps 1892, par plusieurs incidents de cessation de paiement, ainsi qu'au moment de la révolution de 1905.
Les émissions d'emprunts russes ralentissent au début du XXe siècle en termes de cadences, mais les montants augmentent. Il serait entièrement faux de croire que ces emprunts n'ont jamais commencé d'être remboursés : chaque souscripteur venait toucher régulièrement son coupon aux guichets des banques jusqu'en 1917.[réf. nécessaire]

## Répudiation des emprunts
Le 29 décembre 1917, un décret de la république soviétique de Russie répudie unilatéralement l'intégralité des dettes de l'Empire russe. Cette décision frappe les principaux souscripteurs, que sont par ordre de grandeur la France et la Grande-Bretagne mais aussi la Belgique. Malgré ce décret, les cours boursiers des emprunts russes demeurent relativement élevés pendant les trois années suivantes ; s'ils continuent d'être cotés c'est que les banques honorent les coupons qui se présentent à leurs guichets. Les investisseurs espèrent notamment une reprise partielle de la dette par la France, par des pays créés sur les ruines des Empires centraux et de l'Empire russe (Pologne, pays baltes...), par une armée blanche victorieuse voire par un gouvernement qui aurait revu ses positions. Les investisseurs français devaient d'ailleurs se montrer beaucoup plus optimistes que leurs homologues britanniques. Le cloisonnement des marchés français et britannique durant la Première Guerre mondiale ne permet pas d'actions intergouvernementales concertées.
Plusieurs juristes soviétiques justifient la répudiation de ces emprunts en affirmant que la Révolution d'octobre avait anéanti tous les anciens rapports sociaux relatifs aux classes, que ces dettes n'avaient été contractées que pour un tsar et une noblesse tous deux renversés par la classe ouvrière et paysanne, que ces emprunts avaient été contractés pour écraser la révolution ou bien que c'était une mesure justifiée à cause de l'intervention pour aider les Russes blancs. 

### Entre-deux-guerres
En France, le décret du 10 septembre 1918 permet de recenser tous les porteurs d'emprunt russe et d'écarter les porteurs étrangers : le rapport terminé au 31 décembre 1919 indique 1,6 million de déclarations de créances individuelles (chaque titre doit porter une estampille spéciale apposée par la banque du porteur qui se constitue conservatrice de la créance), représentant un capital nominal de 8 936 756 000 de francs-or : de ce total, sont écartées les obligations émises par des compagnies privées, la France ne reconnaissant pas les dettes commerciales russes.
Le 16 mars 1921, en signant avec la Russie bolchevique un traité commercial qui évoque la question de la dette (Anglo-Soviet Trade Agreement (en)), la Grande-Bretagne est le premier pays européen à reconnaître la souveraineté économique du nouveau régime. La France, de son côté, n'obtient aucun résultat concluant. Le 29 novembre 1932, elle signe un accord de non-agression avec les Soviétiques, qui conduit au traité franco-soviétique d'assistance mutuelle du 2 mai 1935 dans lequel est évoquée la question des emprunts, mais sans suite.
La question de la dette russe est redondante dans les relations commerciales et diplomatiques entre les gouvernements britannique, français et le gouvernement soviétique durant l'Entre-deux-guerres. Mais par le nombre de citoyens français lésés particulièrement élevé, la dette russe est abondamment débattue dans les médias durant toute cette période. C'est dans ce contexte que resurgit en 1931 l'affaire Arthur Raffalovitch, sur fond de haine antisémite, cette histoire de corruption de journalistes par des agents financiers au service de la Russie ayant déjà été révélée vingt-cinq ans plus tôt. Cette même année, un autre pays pose un problème, la république de Chine se déclare en défaut de paiement (elle ne réglera pas plus le problème après 1949), sans parler de la dette de l'Empire ottoman (avant 1922).

### La question britannique
En 1986, un accord est signé entre le Royaume-Uni et l'Union soviétique, stipulant que le premier renonce à réclamer au second le remboursement de dettes antérieures à janvier 1939 et précise en particulier « toute obligation ou emprunt émis avant le 7 novembre 1917 par un ancien gouvernement ou une quelconque autorité représentant l'Empire russe ». En retour, la Russie renonçait à réclamer l'or entreposé à la Banque d'Angleterre — confisqué aux Allemands en 1919, cet or venait de Moscou après le traité de Brest-Litovsk —, ainsi que toute prétention sur des propriétés ou biens immobiliers et mobiliers. Dans les détails de cet accord, apparaissent de façon officielle l'état des avoirs russes gelés par Londres après 1917, ainsi que les créances obligataires des porteurs britanniques, estimées à un montant de 10 à 20 millions de livres sterling (valeur 1914), soit au moins 250 millions de francs-or. Une procédure de liquidation de ces obligations fut entreprise entre novembre 1987 et mai 1990 : les porteurs se présentèrent aux guichets londoniens pour seulement 1 million de £, percevant chacun en retour 54,78 % du montant inscrit.

### La question française
Le 26 novembre 1996, les gouvernements russe et français, représentés par Viktor Tchernomyrdine et Alain Juppé signent un mémorandum aux termes duquel chaque gouvernement s'engage à ne plus présenter à l'autre ses créances nées avant 1945 et à ne plus soutenir devant l'autre les créances de ses ressortissants nées avant 1945 ; celui-ci est ratifié par l'accord du 27 mai 1997, s'accompagnant du versement par la Russie à la France de 400 millions de dollars dont seulement 10 % sont destinés aux porteurs d'emprunts. Cet accord intervient juste avant la crise financière russe de 1998, contexte qui ne facilite pas la mise en application du dit accord. Lors du recensement de 1998 organisé par la direction générale des Finances publiques, 316 219 porteurs français se manifestent, représentant un total de 9,2 millions de titres financiers,. Le décret du 11 novembre 2000 publié au Journal officiel inscrit les modalités de compensations. Cette indemnité, plafonnée à 97 938 francs (14 930 euros) par porteur, est constituée d'un forfait de 806 francs (122,87 euros), augmenté d'un montant proportionnel à la valeur du portefeuille déclaré.
Une partie des porteurs, au nombre de 15 644, s'estime lésée. Les sommes versées par la Russie sont en effet sans commune mesure avec la valeur réelle du titre, évaluée par les experts à près de 6 097,96 euros. Les associations de porteurs d'emprunts se forment et agissent, produisant des communiqués et saisissant la justice. L'Association française des porteurs d'emprunts russes (Afper) et le Groupement national de défense de titres russes (GNDPTR) font savoir, sitôt publié le décret du 11 novembre 2000, qu'ils entendent demander des comptes tant au gouvernement russe qu'au gouvernement français sur la façon dont le dossier avait été traité.
L'une des conséquences du traité franco-russe de 1997 est la suspension en 2000 de cotation des emprunts russes à la Bourse de Paris, laquelle était interrompue depuis 1917. Par son avis du 19 octobre 2007 la société Euronext annonçait la radiation définitive de la totalité des emprunts russes de la Bourse de Paris.
Une troisième association, La Voix des emprunts russes, constituée en avril 2008, réunit des pièces, à savoir les copies des arrêts du Conseil d'État, qui déclare que cet accord entre États n'éteint pas les droits des porteurs vis-à-vis de leur débiteur (Conseil d'État no 226490 du 12 mars 2003 et Conseil d'État no 229040 du 7 janvier 2004) ; c'est d'ailleurs la position du droit international au regard de toute dette souveraine. Après qu'un jugement rendu le 20 janvier 2009 a donné à l'État russe la propriété intégrale de la cathédrale Saint-Nicolas à Nice, La Voix des emprunts russes tente de faire saisir le bâtiment orthodoxe.
En 2012, l'Association fédérative internationale des porteurs d'emprunts russes (AFIPER) dénombre 1 500 adhérents. Alors que certains épargnants gardaient un infime espoir de remboursement , un arrêt de la Cour de cassation de novembre 2019 a définitivement mis fin à l'histoire en affirmant que la justice française n'était pas compétente pour contraindre la Russie à exercer sa garantie au profit des épargnants français,.

## Principaux emprunts russes émis sur Paris depuis 1888
Un emprunt d'État extérieur est émis au nom du gouvernement impérial de Russie par un oukase et est dit « inscrit au Grand Livre de la Dette publique », suivi d'un lancement via une banque de garantie française (en général Rothschild Frères ou le Crédit lyonnais mais jamais la Banque de France) opérant la mise sur les marchés. C'est sans compter les emprunts émis par des banques et sociétés russes, qui viennent également encombrer le marché. Un « emprunt consolidé » permet à l'émetteur d'annuler les précédents par compensation : le porteur se présente au guichet avec ses anciens titres, les échange contre de nouveaux. Le total des sommes levées n'équivaut donc pas au total des sommes restantes à payer mais donne une idée générale des besoins en termes de liquidités, avant la révolution, de l'Empire russe. Les valeurs du titre correspondent à la cote du papier au moment de son lancement sur le marché boursier : un emprunt de 500 millions divisé en 5 millions de titres de 100 francs chacun peut être offert à la vente moins cher. Chaque titre obligataire se présente avec des coupons : un titre de 100 francs souscrit par un porteur donne droit à 4 %,  soit 4 francs d'intérêt payés en quatre versements trimestriels de 1 franc, réajustés en fonction de la cote et réglés en or ou en monnaie convertible en or : ces mécanismes, compliqués, attiraient les épargnants à la recherche d'une rente régulière. Le remboursement total sur présentation du titre n'était en théorie possible qu'après tirage au sort ou sur décision expresse des autorités, ce qui n'arrivait jamais, puisqu'un nouvel emprunt permettait l'échange par conversion à date limite.
| Année   | Nom                                               | Capital nominal (francs-or) | Intérêt | Amorti en | Valeurs titres | Remarques                                                              |
| ------- | ------------------------------------------------- | --------------------------- | ------- | --------- | -------------- | ---------------------------------------------------------------------- |
| 12.1888 | Emprunt d'État                                    | 500 000 000                 | 4 %     | 1969      | 100 / 86,45    |                                                                        |
| 02.1889 | Emprunt russe consolidé 4 % or des chemins de fer | 700 000 000                 | 4 %     | 1971      | 500 / 488,75   | Remboursement par échanges des années 1870, 1872, 1873, 1884           |
| 05.1889 | Emprunt russe consolidé 4 % or des chemins de fer | 1 242 000 000               | 4 %     | 1971      | 500 / 457,50   | 2e série, remboursement par échanges des années 1870, 1872, 1873, 1884 |
| 02.1890 | Emprunt d'État                                    | 360 000 000                 | 4 %     | 1971      | 500 / 465      |                                                                        |
| 10.1891 | Emprunt russe 3 % or                              | 500 000 000                 | 3 %     | 1972      | 500 / 398,75   |                                                                        |
| 1893    | Emprunt d'État                                    | 500 000 000                 |         |           |                |                                                                        |
| 1894    | Emprunt d'État 3 % or                             | 466 500 000                 | 3 %     | 1972      | 500 / 398,75   | Conversion du 5 % Banque centrale du Crédit foncier de Russie          |
| 1896    | Emprunt d'État 3 % or                             | 400 000 000                 | 3 %     | ?         | ?              | 30 % remboursé avant 1899                                              |
| 05.1901 | Emprunt d'État                                    | 424 000 000                 | 4 %     | ?         | 100            |                                                                        |
| 04.1906 | Emprunt d'État                                    | 2 250 000 000               | 5 %     |           |                |                                                                        |
| 01.1909 | Emprunt d'État                                    | 1 400 000 000               | 4,5 %   |           |                | Par remboursement des bons du Trésor russes de 1904                    |
|         | Total des sommes levées                           | 8 742 500 000               |         |           |                |                                                                        |
|         | Évaluation de 1919                                | 8 936 756 000               |         |           |                |                                                                        |
|         | Porteurs déclarés (2000)                          | 316 219                     |         |           |                |                                                                        |